# Crosey-le-Grand
Crosey-le-Grand ist eine französische Gemeinde mit 148 Einwohnern (Stand: 1. Januar 2022) im Département Doubs in der Region Bourgogne-Franche-Comté.

## Geographie
Crosey-le-Grand liegt auf 555 m, acht Kilometer nordwestlich von Sancey-le-Grand und etwa 28 Kilometer südwestlich der Stadt Montbéliard (Luftlinie). Das Dorf erstreckt sich im Jura, an aussichtsreicher Lage auf einem Hochplateau am Südfuß der Lomontkette, südlich des Doubstals.
Die Fläche des 10,28 km² großen Gemeindegebiets umfasst einen Abschnitt des französischen Juras. Der zentrale Teil des Gebietes wird vom Plateau von Crosey eingenommen, das durchschnittlich auf 540 m liegt und leicht nach Süden geneigt ist. Diese Fläche ist überwiegend von Acker- und Wiesland bestanden, zeigt aber auch einige Waldflächen. Untergliedert wird das Hochplateau durch mehrere Trockentäler. Diese verlaufen südwärts und münden in eine Talfurche, welche topographisch zum Einzugsgebiet des Cusancin gehört. 
Nach Norden erstreckt sich das Gemeindeareal über einen Steilhang bis auf den Höhenrücken der Lomontkette. Dieser Kamm bildet in geologisch-tektonischer Hinsicht eine Antiklinale des Faltenjuras und ist gemäß der Streichrichtung des Gebirges in dieser Region in West-Ost-Richtung orientiert. Er trennt das Plateau von Crosey vom nördlich gelegenen Doubstal. Mit 688 m wird auf dem Kamm die höchste Erhebung von Crosey-le-Grand erreicht.
Nachbargemeinden von Crosey-le-Grand sind Chaux-lès-Clerval und Anteuil im Norden, Orve und Chazot im Osten, Vellevans im Süden sowie Crosey-le-Petit im Westen.

## Geschichte
Im Mittelalter bildete Crosey-le-Grand den Mittelpunkt einer kleinen Herrschaft. Zusammen mit der Franche-Comté gelangte das Dorf mit dem Frieden von Nimwegen 1678 an Frankreich.

## Bevölkerung
| Jahr                       | 1962 | 1968 | 1975 | 1982 | 1990 | 1999 | 2004 | 2016 |
| Einwohner                  | 178  | 165  | 154  | 181  | 150  | 178  | 169  | 152  |
| Quellen: Cassini und INSEE |      |      |      |      |      |      |      |      |

Mit 148 Einwohnern (Stand 1. Januar 2022) gehört Crosey-le-Grand zu den kleinen Gemeinden des Départements Doubs. Nachdem die Einwohnerzahl in der ersten Hälfte des 20. Jahrhunderts markant abgenommen hatte (1881 wurden noch 324 Personen gezählt), wurden seit Beginn der 1960er Jahre nur noch relativ geringe Schwankungen verzeichnet.

## Sehenswürdigkeiten
Die Kirche Saint-Étienne weist Bauteile aus verschiedenen Epochen auf. Der Chorraum stammt aus dem 16. Jahrhundert, während das Schiff im 18. Jahrhundert erneuert wurde. Die Kirche besitzt eine reiche Ausstattung, zumeist aus der Barockzeit, darunter der Hauptaltar und das Tabernakel aus dem 18. Jahrhundert. 
Im Ortskern sind verschiedene Bauernhäuser im traditionellen Stil der Franche-Comté aus dem 17. bis 19. Jahrhundert erhalten. Auf der Höhe der Lomontkette befindet sich die Kapelle Sainte-Anne.

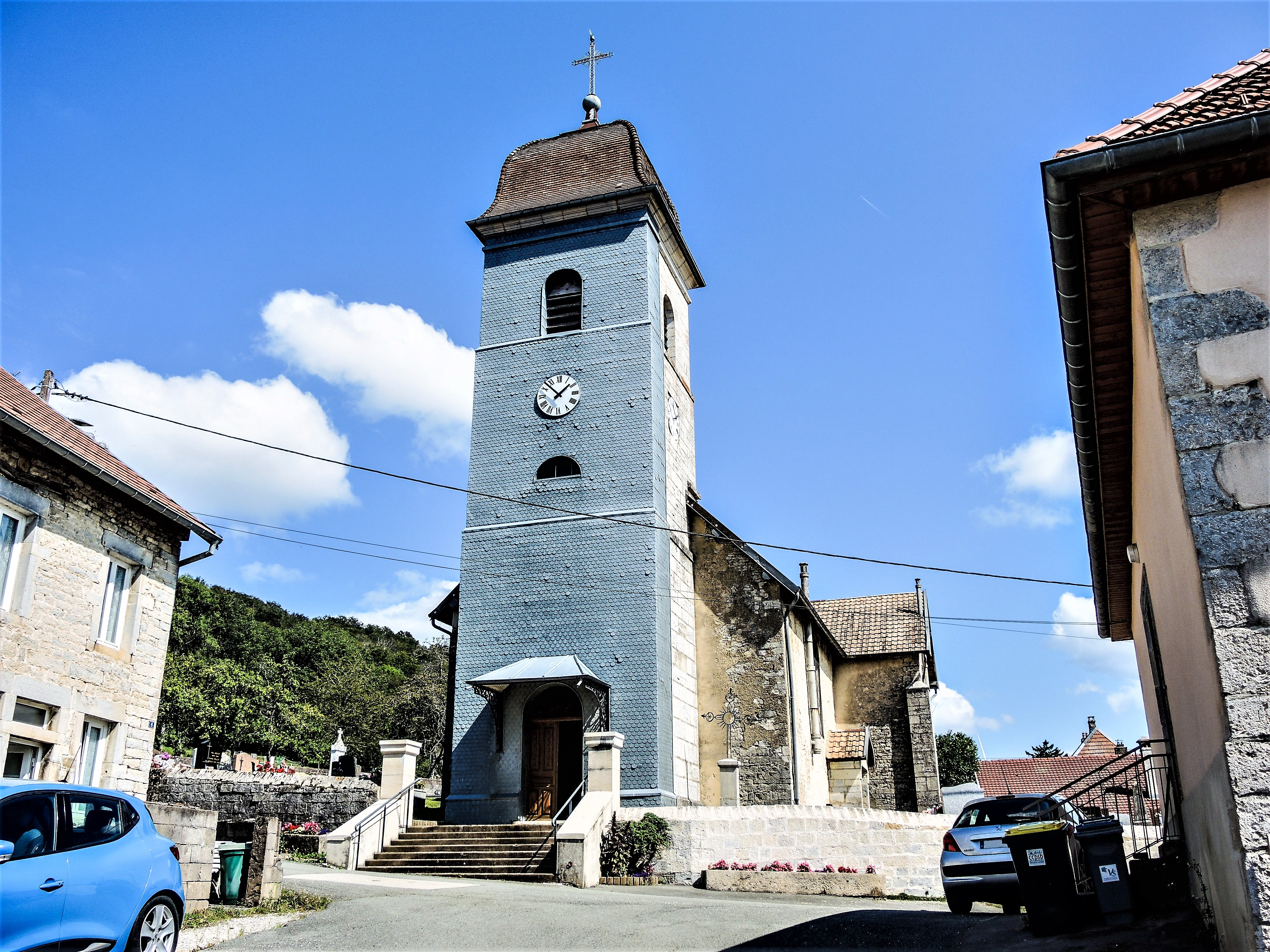
Kirche Saint-Étienne
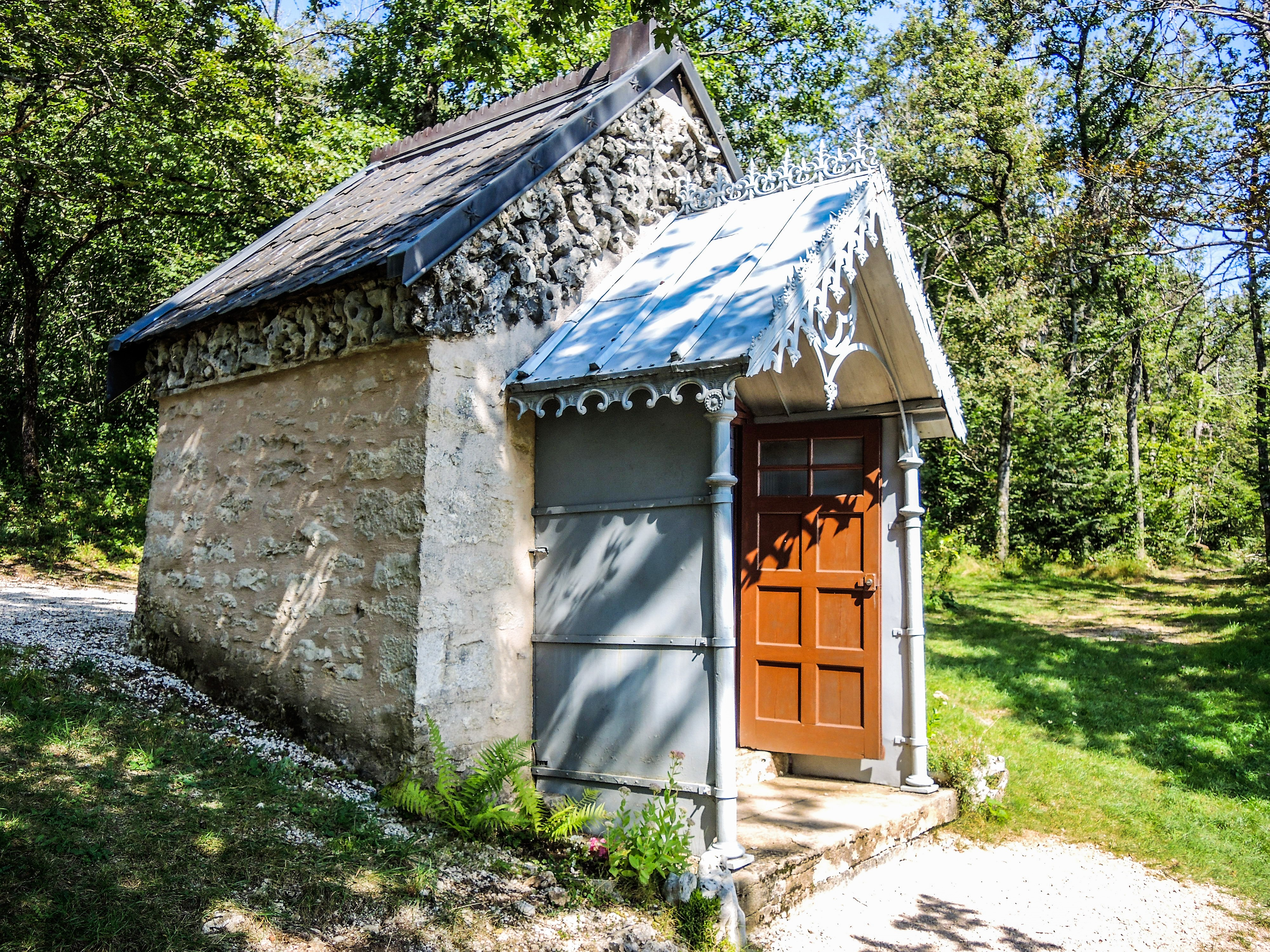
Kapelle Sainte-Anne
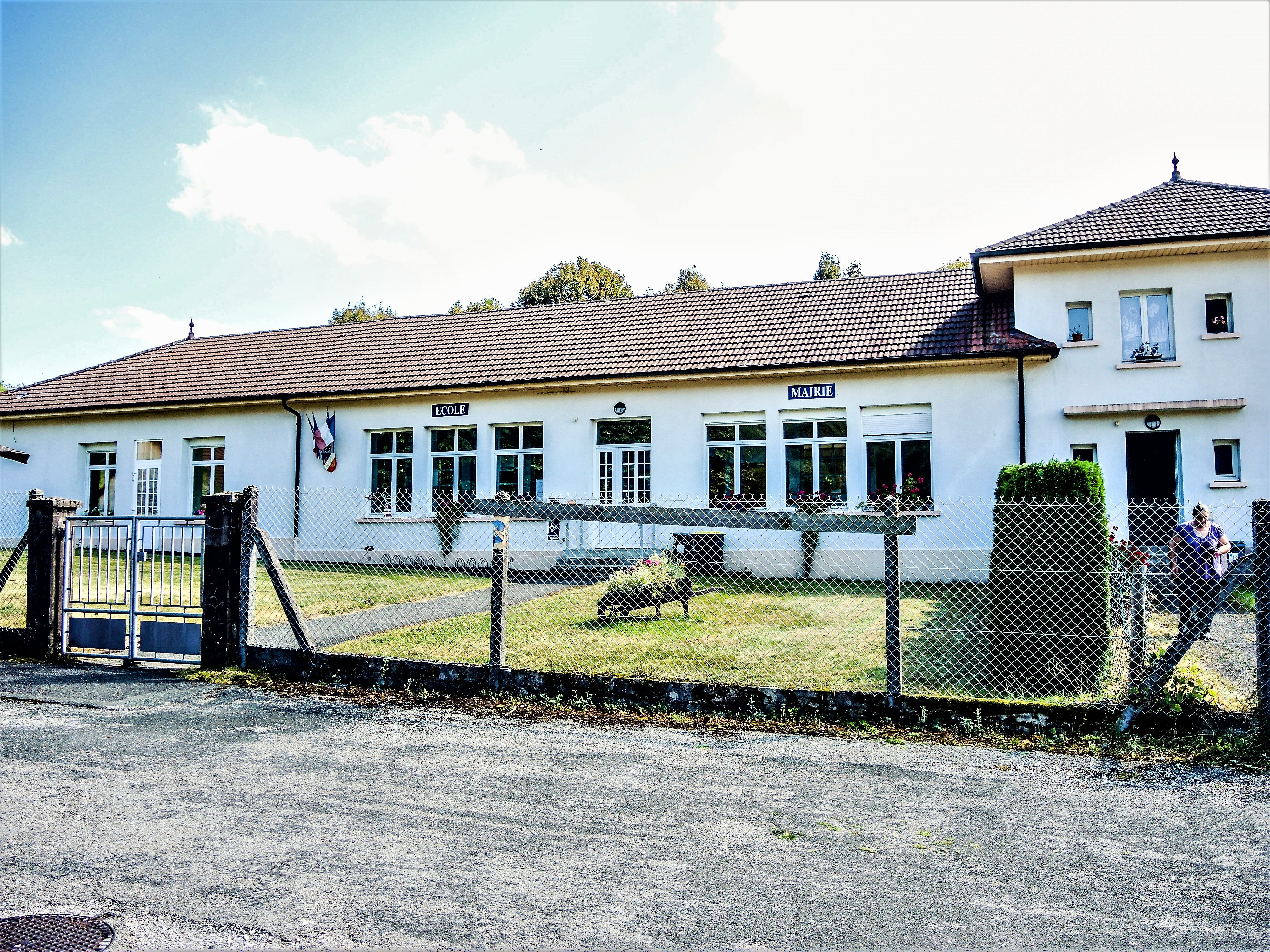
Mairie und Schule

## Wirtschaft und Infrastruktur
Crosey-le-Grand war bis weit ins 20. Jahrhundert hinein ein vorwiegend durch die Landwirtschaft (Ackerbau, Obstbau und Viehzucht) und Forstwirtschaft geprägtes Dorf. Daneben gibt es heute einige Betriebe des lokalen Kleingewerbes sowie ein Unternehmen des Baugewerbes und eine große Sägerei. Einige Erwerbstätige sind auch Wegpendler, die in den größeren Ortschaften der Umgebung ihrer Arbeit nachgehen.
Die Ortschaft liegt abseits der größeren Durchgangsstraßen an einer Departementsstraße, die von Baume-les-Dames zum Col de Ferrière führt. Weitere Straßenverbindungen bestehen mit Chazot und Vellevans.